# 斯卡音樂
斯卡曲風（Ska）發源自牙買加 ，本是該地的傳統樂風。經過輸入及改進後，於1960年代早期，成為美國流行音樂樂壇的一環，也為美國當地拉丁美洲流行音樂的重要一部份。
經過改良後，該曲風採用的跳躍式吉他彈法和時而間歇的節奏詮釋藍調樂曲，之後在融入靈魂歌曲後，更成為美國主流音樂樂風。較知名斯卡曲風代表作《My Boy Lollipop》問世後，該曲風更於國際樂壇接受。這是一種具有歡愉節奏、大量銅管樂聲、爵士即興演奏並搭配強烈鼓聲的曲風。
另外，斯卡曲風放慢鼓點後的緩慢曲風，即為之後紅遍歐美的雷鬼。

## 延伸阅读
- 斯卡塔利特乐团